# Будаево (Смоленская область)
Будаево— деревня в Смоленской области России, в Гагаринском районе. Население —18 жителей (2007 год). Расположена в северо-восточной части области в 10 км к юго-востоку от Гагарина, в 1 км южнее автомагистрали М1 «Беларусь», на берегу реки Алешни. В 4 км к северу от деревни станция Колесники на железнодорожной линии Москва – Минск.
Входит в состав Мальцевского сельского поселения.

## Экономика
Средняя школа.

## Достопримечательности
Памятник археологии: Городище на берегу Алешни на северной окраине деревни. Использовалось в начале нашей эры племенами Дьяковской культуры, в XII — XV веках древнерусским населением.